# The Outlaws (Cómic)
Los Outlaws es un equipo de superhéroes ficticios que aparecen en los cómics estadounidenses publicados por DC Comics

## Historia
Red Hood, Arsenal y Starfire formaron los Forajidos, un grupo de héroes subestimados que usan sus poderes, habilidades y armamento para luchar contra el mal. El equipo cambió de miembros a través del tiempo y Red Hood se mantuvo como el miembro central y líder del equipo. Red Hood y Arsenal se unieron brevemente a La Hija del Joker, quien finalmente traicionó al equipo. Recientemente, Arsenal abandonó el equipo y, poco después, Red Hood unió fuerzas con Artemisa, una Amazona y Bizarro, un intento de clon de Superman

### El principio
Roy Harper (Arsenal) fue procesado por crímenes de guerra durante la liberación de Qurac . Jason Todd (Red Hood) entró, disfrazado de capellán, para liberar a Harper . Todd le entregó a Harper su arco y comienzan a escapar. Mientras Todd conducía, Harper le preguntó por qué había venido a salvarlo, y su respuesta fue que no quería ser "el peor ex compañero". Starfire voló para encontrarse con los dos y se dirigieron a una isla caribeña aparentemente abandonada, el lugar donde (se revela más tarde) Koriand'r (Starfire) se estrelló en la Tierra.

### Toda la casta
Tres semanas más tarde, Todd recibe la visita de Essence , quien le muestra a Todd los guerreros muertos de la Castaña y le pide que se ocupe de ella. Después de llegar a Hong Kong y aparentemente matar a Suzie Su , los forajidos descubren los cuerpos reanimados de la Casta y comienzan a combatirlos. Después de terminar su lucha con los monjes, se encuentran con S'aru , quien les dice que puede abrir la puerta delante de ellos si puede tomar cada uno de sus recuerdos más preciados como garantía. todos están de acuerdo y al entrar se encuentran con una bestia enorme y un globo de nieve. Destruyen al monstruo y Todd deduce que su asesino se origina en Colorado. Al salir de la Cámara de todos, cada uno recibe sus recuerdos, excepto Jason, quien le dice a S'aru que "lo guarde".

### Quid
El trío sigue su ejemplo y viaja a Colorado, donde Todd y Harper entran en contacto con un miembro de Untitled . Mientras tanto, Starfire es emboscado por Crux , un cazador de alienígenas con una apariencia de dragón. Crux usa un transmutador para incapacitarla y Harper ve la explosión. Deja la batalla de Todd con el miembro sin título para ayudarla. Harper encuentra a Crux y lo atrapa, amenazando con matarlo si Starfire está herido. La encuentra, debilitada por el transmutador, y está ocupada por Crux una vez más.
Todd, inicialmente abrumado por la maldad del Sin Título , gana su batalla, empatando los All-Blades y matando al miembro Sin Título. vuelve a su forma humana mientras la gente del pueblo está observando y cree que la Capucha Roja es la culpable. Mientras Harper y Kori derrotan y capturan a Crux, Todd se acerca a ellos y les dice que deben irse debido a la multitud enojada que no está muy lejos detrás de ellos. Ellos toman la nave de Crux y escapan, dejándolo en El Arkham Asylum

## Renacimiento

#### Trinidad oscura
Después de los eventos de DC Rebirth, una nueva versión de los Outlaws fue ensamblada involuntariamente cuando Red Hood , Artemisa y Bizarro se unieron para derribar a Black Mask y su imperio criminal. Después de derribar a Sionis, Jason finalmente ganaría la aceptación de su equipo y los métodos de Batman . Esta "Trinidad oscura" se propondría más tarde para recuperar el Arco de Ra.